# Mausoleu dels Barons de Ribelles
El Mausoleu dels Barons de Ribelles és una obra de Ribelles, al municipi de Vilanova de l'Aguda (Noguera) inclosa a l'Inventari del Patrimoni Arquitectònic de Catalunya.

## Descripció
El Mausoleu dels Barons de Ribelles està format per un petit atri d'accés i un espai absidiat de planta octogonal, amb una girola en la que es troben els sepulcres dels senyors. Encara hi ha, després de les mutilacions de la guerra i postguerra, algunes restes de forja de ferro a la part de l'altar.

## Història
El Mausoleu és el principal element del cementiri de Ribelles. Està situat molt a prop del castell.